# Палермский камень
Пале́рмский ка́мень — один из семи фрагментов стелы из чёрного базальта, содержащей список египетских фараонов Древнего царства, начиная с Первой династии до первых представителей Пятой династии, и важных событий каждого года их царствования. Создан, вероятно, во времена Пятой династии (примерно 2392—2283 гг. до н. э.). Важнейший источник по истории Древнего царства. Хранится в Палермском региональном археологическом музее, с чем и связано его название.

## История происхождения
Был приобретён приблизительно в 1859 году итальянцем Фердинандо Гаудиано или его отцом. Обстоятельства, окружающие его открытие, остаются невыясненными. Камень был пожертвован Археологическому музею в Палермо 19 октября 1877 года, где ему дали регистрационный номер 1028. В 1895 году этот музей хотел отдать Палермский камень в музей Каира в обмен на коллекцию египетских артефактов, но в связи с возросшим интересом к камню музей отклонил это предложение.

## Первые исследования
Эдуар-Анри Навилль прокомментировал возможное происхождение, заметив частые ссылки на Гелиополь в летописи V династии, и предположил, что камень первоначально предназначался для храма Ра в Гелиополе. Палермский камень имеет размеры в высоту 43,5 см, и в ширину 25 см, толщина камня изменяется между 5,1 см и 6,5 см. Шефер в 1902 году назвал материал Палерского камня амфиболитом (роговым сланцем). Брэстед пришёл к заключению, что Палермский камень был вырезан из «того же самого чёрного камня, с идентичной характерной бороздчатостью на сломанной поверхности». Клагетт назвал камень «чёрным диоритом». На основе наблюдаемых различий в эпиграфике между лицевой и обратной сторонами Черезов в 1960 году предположил, что лицевая сторона Палермского камня была вырезана в IV династии, а обратная сторона несколько позднее, при V династии в царствование Нефериркара. Косвенно, Гардинер в 1961 году датировал летопись царствованием Ниусерра. Видеман в 1885 году датировал памятник началом VI династии.

## Работы по изучению
В течение тридцати шести лет после того как был приобретён Палермский камень, его существование игнорировалось. В 1865 году семья Гаудиано разрешила сделать фотолитографию или оттиск надписей. Изображения надписей привлекли внимание Эммануэля Руже, и он мимоходом упомянул Палермский камень в книге, изданной год спустя. Эти данные были отмечены Льеблейном в 1873 году и итальянцем Росси в 1878 году. Камень был впоследствии исследован двумя немецкими учёными Эйзенлором и Видеманом в 1885 году. Последний отметил имя фараона Хуни в летописи Нефериркара на обратной стороне, по ошибке думая, что Хуни было вторым именем фараона Нефериркара.
В 1895 году итальянский египтолог А. Пеллегрини опубликовал первую статью о камне в местном сицилийском археологическом журнале.
Первое монументальное исследование Палермского камня было издано в 1902 году немецким египтологом Генрихом Шефером.
Первый подробный комментарий относительно летописи, дополняющий работу Шефера, издан швейцарским египтологом Навиллем в 1903 году.
Немецкий учёный Курт Зете предпринял первую попытку восстановления длины Палермского камня, основанной на измерениях в разных регистрах и длины царствований, основанной на поздних списках царей и списках Манефона.
Немецкий учёный Эдуард Мейер занимался календарной и хронологической информацией.
Первый перевод Палермского камня на английский язык был выполнен только в 1906 году, американским египтологом Джеймсом Генри Брэстедом.
В обзорной статье английский учёный Ф. У. Рид в 1916 году сделал несколько дополнительных комментариев к Палермскому камню.
Джеймс Генри Брэстед полагал, что Египет был объединен в Преддинастическое время линией нижнеегипетских царей.
Советский египтолог Евгений Викентьевич Черезов в 1960 году сравнил иероглифы на обеих сторонах камня и высказал мнение, что лицевая и обратная сторона были написаны в разные времена разными писцами.
В 1961 году немецкий египтолог Вернер Кайзер предложил подробный анализ летописи и полную реконструкцию.
В короткой статье В. Хельк обратился к вероятной дате фрагментов летописи. Признавая, что никакого заключительного ответа не будет достигнуто, Хельк сделал утвердительный пример датированный XXV династией, цитируя как параллель с камнем Шабако (теология Мемфиса). Хельк размышлял, что камень летописи, возможно первоначально был написан с низу вверх или вниз с одной и другой стороны.
В Египетском музее находятся другие 5 камней этой летописи, известные как Каирские камни, и один обломок в Лондоне — Лондонский фрагмент.

## Описание
Надписи состоят из прямоугольных отделений, и горизонтальных рядов или регистров. Ширина отделений показывает некоторое изменение в пределах регистра, и изменяется только между ними. Летопись IV и V династий характеризуется значительно большими и широкими отделениями и следовательно более обширными записями, чем летопись первых трёх династий. Отделения верхнего ряда показывают очень простые записи; каждый содержит имя фараона с сидящей ниже царской фигурой. В других регистрах правая сторона каждого отделения изгибается формой иероглифического знака «Год» (rnpt) и представляет год царствования фараона. В пределах каждого года делались записи основных событий. Другими словами, определённое отделение начинается на новый год.

## Один ли это памятник?
Были дебаты о том, один ли это камень.
Даресси отметил различную толщину Каирского фрагмента № 4 и маленьких знаков на его поверхности. Ф. Питри в письме отметил, что Каирский фрагмент № 1 и Палермский камень были вырезаны разными резаками.
Сохранившиеся фрагменты летописи наверняка представляют собой более чем один летописный камень. Однако без подробного петрографического анализа всех шести фрагментов кажется маловероятным решить данную проблему.

## Переводы на русский язык
- Из древнеегипетских анналов (пер. И. С. Кацнельсона) // Хрестоматия по истории Древнего Мира. Т. 1. М., 1950. С. 30-32.
- Древнеегипетская летопись («Палермский камень») (пер. Н. С. Петровского) // Хрестоматия по истории Древнего Востока. М., 1963. С. 14-26.